# Xã Buck Creek, Quận Hancock, Indiana
Xã Buck Creek (tiếng Anh: Buck Creek Township) là một xã thuộc quận Hancock, tiểu bang Indiana, Hoa Kỳ. Năm 2010, dân số của xã này là 8.430 người.